# Cinema d'espionatge
El cinema d'espionatge és un gènere cinematogràfic vinculat a l'espionatge de ficció, en un tractament realista o amb base fantàstica. Nombroses novel·les d'espionatge han estat adaptades al cinema, tot i que en nombrosos casos (com James Bond) el to general de les obres ha estat modificat.

## Història
La pel·lícula d'espionatge emergeix amb el cinema mut, de resultes del teatre d'espionatge, en el context paranoic de la literatura d'invasió i el començament de la Primera Guerra Mundial. Es troben així les pel·lícules britàniques The German Spy Peril (1914) i O.H.M.S (1913)
Alfred Hitchcock va popularitzar ulteriorment la pel·lícula d'espionatge en els anys 30 amb les seves novel·les de suspens L'home que sabia massa (1934), Els trenta-nou graons (1935), Sabotage (1936) i Alarma a l'exprés (1938).
La popularitat de les pel·lícules d'espionatge és sovint considerada al seu apogeu durant els anys 60, quan els temors de la Guerra freda es corresponien amb el desig dels espectadors de trobar excitació i suspens a les pel·lícules. En aquesta època apareixen d'un costat de les pel·lícules realistes com l'adaptació The Spy Who Came in from the Cold (1963), d'altra banda de les pel·lícules fantàstiques com la sèrie dels James Bond a partir de 1962.
El cinema d'espionatge ha conegut una recuperació d'interès al final dels anys 1990, tot i que van ser més aviat pel·lícules d'acció amb elements d'espionatge, o comèdies.

## Pel·lícules d'espionatge realistes
- 1935: Els trenta-nou graons, d'Alfred Hitchcock, a partir de la novel·la de John Buchan.
- 1936: Secret Agent, d'Alfred Hitchcock
- 1965: The Spy Who Came in from the Cold, de Martin Ritt, a partir de la novel·la de John Le Carré.
- 1975: Els tres dies del Còndor, de Sydney Pollack
- 1990: La Casa Rússia (The Russia House), de Fred Schepisi.
- 2001: Spy game, joc d'espies, de Tony Scott
- 2001: El sastre de Panamà (The Tailor of Panamà), de John Boorman.
- 2002: la trilogia Jason Bourne (2002, 2004 i 2007), adaptació de novel·les de Robert Ludlum
- 2003: La Recluta, de Roger Donaldson
- 2003: Confessió d'un home perillós, de George Clooney, basat en l'autobiografia de Chuck Barris.
- 2004: Agents secrets, de Frédéric Schoendoerffer.
- 2005: The Constant Gardener, de Fernando Meirelles.
- 2005: Syriana, de Stephen Gaghan.
- 2006: Munich, de Steven Spielberg, sobre l'Operació Ira de Déu després de la Massacre Dels JO de Múnic el 1972.
- 2006: Raons d'estat, de Robert De Niro.
- 2007: Agent double, de Billy Ray, història verdadera d'Eric O'neill sobre l'agent Robert Hanssen.
- 2008: Body of Lies, de Ridley Scott.

## Pel·lícules d'espionatge fantàstiques
Sèries
- La sèrie de les pel·lícules James Bond, des de 1962
- Els tres Austin Powers (1997, 1999 i 2002)
- Cypher de Vincenzo Natali (2002)

Pel·lícules
- 1985: L'home de la sabata vermella (The Man with One Red Shoe) de Stan Dragoti.
- 2003: Johnny English, de Peter Howitt